# Marianne Wildi
Marianne Wildi (* 19. April 1965 in Meisterschwanden) ist eine Schweizer Bankmanagerin und Fintech-Pionierin. Sie ist Verwaltungsratspräsidentin der Hypothekarbank Lenzburg und Verwaltungsrätin in weiteren Gesellschaften.

## Herkunft und Karriere
Wildi wuchs in Schafisheim als Tochter eines Schreiners und einer Französischlehrerin auf. 1991 begann sie mit dem Studium der Betriebsökonomie an der Fachhochschule Zürich und erlangte 1995 das Diplom Betriebsökonomin FH (damals noch HWV). Im Jahr 2000 erwarb sie das eidgenössische Diplom für Bankfachexperten, das sie 2003 mit einem Advanced Executive Program an der Swiss Banking School ergänzte. 2009 und 2013 rundete sie ihre berufliche Weiterbildung mit Kursen im Bereich der Unternehmensführung an der Executive School of Management, Technology and Law der Universität St. Gallen (Essentials of Management) und beim Verein Schweizer Kurse für Unternehmensführung SKU (Advanced Management Diploma) ab.
Nach der Handelsdiplomschule an der Alten Kantonsschule Aarau stieg sie 1984 bei der Hypothekarbank Lenzburg ein, bei der sie erste Berufserfahrungen im Informatikteam sammelte. Wildi startete als Programmiererin. Im Rahmen der Informatikentwicklung übernahm sie ab 1995 Spezialaufträge und -projekte bei der Hypothekarbank Lenzburg und bei Drittbanken. Von 2001 bis 2006 avancierte Wildi zur stellvertretenden Informatikchefin. Von 2007 bis 2017 war sie Geschäftsleitungsmitglied des Bereichs Dienste, Informatik und Logistik. 2010 bis 2024 war Wildi Vorsitzende der Geschäftsleitung der «Hypi» Lenzburg. Unter ihrer Leitung investierte die Bank vermehrt in technische Innovationen, was ihr 2016 die Auszeichnung «digitalste Bank der Schweiz» von der Branchenplattform «Finews» einbrachte. Die Generalversammlung der Hypothekarbank Lenzburg wählte Marianne Wildi im März 2024 in den Verwaltungsrat der Bank und sie trat deswegen vom Vorsitz der Geschäftsleitung zurück. An der Generalversammlung im März 2025 wurde sie zur Verwaltungsratspräsidentin der Hypothekarbank Lenzburg gewählt.
Die Hypothekarbank Lenzburg entwickelte sich unter der Führung von Wildi zu einer Bank, die mit einer Open-Banking-Strategie auf sich aufmerksam machte. Zentral dafür war die Bankensoftware Finstar, die die Hypothekarbank Lenzburg seit dem Jahr 2000 selber entwickelte und vertrieb. Im August 2023 hat der Verwaltungsrat der Hypothekarbank Lenzburg entschieden, Finstar als eigenständige Aktiengesellschaft (AG) von der Bank abzuspalten und ernannte Marianne Wildi zur Verwaltungsratspräsidentin der Finstar AG. Wildis Vision ist es, mit Finstar ein «ganzes Ökosystem aufzubauen». Sie ist überzeugt, dass offene Plattformen im Banking der Zukunft immer wichtiger werden.
Wildi liess deshalb 2017 die Bankensoftware Finstar mit offenen Schnittstellen – sogenannten Open-API – ausstatten. Seither haben verschiedene Fintech-Unternehmen und andere Service-Anbieter nach einer vorgängigen Prüfung durch die Hypothekarbank Lenzburg an Finstar andocken und mit dem Banksystem Daten austauschen können. Damit schuf die Hypothekarbank Lenzburg unter der Führung von Marianne Wildi die erste offene Bankenplattform der Schweiz. Ende 2017 wurde die Bank dafür mit dem «Euro Finance Tech Award» ausgezeichnet. Im September 2021 wurde Marianne Wildi am Handelsblatt Banken-Gipfel 2021 der Diamond Star Award in der Kategorie Women in Banking & Fintech verliehen. Im März 2024 wurde der Hypothekarbank Lenzburg für ihre Open-Banking-Pionierleistungen vom Telekomunternehmen Swisscom und dem Schweizer Startup-Netzwerk Kickstart Innovation der Banking Innovation Award 2024 verliehen. Wildi amtiert seit 2019 als Verwaltungsratspräsidentin der Innofactory AG, welche gemeinsam mit der Berner Kantonalbank gegründet wurde und sich explizit mit Innovationsvorhaben und deren Umsetzung in der Praxis beschäftigt.
Ihre Affinität zu digitalen Geldthemen stellte Wildi auch mit der Forderung nach einem Krypto-Franken unter Beweis: «Die Schweiz ist Vorreiterin in der Blockchain-Technologie. Sie sollte einen Krypto-Franken einführen und hier vorangehen». Weit über die Landesgrenzen hinaus für Aufsehen sorgte Wildis Entscheid, Blockchain- und Krypto-Unternehmen mit Sitz in der Schweiz bei der Hypothekarbank Lenzburg eine Kontoverbindung anzubieten. In diesem Zusammenhang hat Wildi auch an den Fintech-Roundtable-Gesprächen von Bundesrat Ueli Maurer teilgenommen, die unter anderem die Basis für den im September 2018 publizierten «Leitfaden der SBVg zur Eröffnung von Firmenkonti für Blockchain-Unternehmen» bildeten.
Wildi war 2016 Gründungsmitglied von Swiss Fintech Innovations, einem Verband, der den Austausch von Wirtschaft, Wissenschaft und Politik fördern und damit die Digitalisierung des Schweizer Finanzplatzes vorantreiben will. Zudem war Wildi Gründungsmitglied der 2018 ins Leben gerufenen Swiss Blockchain Federation, die sich für den Erhalt und Ausbau der Attraktivität und der Konkurrenzfähigkeit des Blockchain-Standorts Schweiz einsetzt.
Wildi wohnt heute in Meisterschwanden im Kanton Aargau.

## Netzwerk

### Aargauische Industrie- und Handelskammer und Economiesuisse
Neben ihrer Tätigkeit bei der Hypothekarbank Lenzburg setzt sich Marianne Wildi auch für die wirtschaftliche Weiterentwicklung des Kantons Aargau ein. Sie amtiert seit Juni 2017 als Präsidentin der Aargauischen Industrie- und Handelskammer (AIHK), dem Wirtschaftsdachverband des Aargaus mit mehr als 1750 Mitgliedunternehmen. Zuvor war Wildi Vizepräsidentin der AIHK.
Sie vertritt eine liberale Grundhaltung. Eine übertriebene Regulierung schade der Wirtschaft. Unternehmen bräuchten Freiräume, damit Neues entstehen könne, sagte Wildi an der AIHK-Generalversammlung anlässlich ihrer Wahl zur Präsidentin. Zudem sprach sie sich für eine dialogbasierte Wirtschaftspolitik aus, die auf dem Zusammenwirken von Menschen mit vielfältigen Kompetenzen in Netzwerken und den klugen Einsatz von Technologie basiere.
Wildi selber beherrscht das Netzwerken meisterhaft. So bezeichnete sie die «Aargauer Zeitung» nach ihrer Wahl zur AIHK-Präsidentin als «einflussreichste Frau im Aargau». Die Branchenplattform finews.ch meinte gar, Wildi sei damit einflussreicher als Alt-Bundesrätin Doris Leuthard. Und die «Bilanz» zählte Wildi 2018 zu den wichtigsten 100 Bankerinnen und Banker der Schweiz, weil sie eine der am besten vernetzten Frauen in der Branche sei.
Als AIHK-Präsidentin und Vertreterin der Aargauer Wirtschaft ist Wildi zudem ein Vorstandsmitglied von Economiesuisse, dem grössten Wirtschaftsdachverband der Schweiz, dem neben den kantonalen Handelskammern über 100 Branchenverbände und zahlreiche Einzelfirmen angehören. Im Vorstand des Schweizerischen Arbeitgeberverbands vertritt sie die Interessen der Aargauer Arbeitgeberinnen und Arbeitgeber.

### Verband Schweizer Regionalbanken und Schweizerische Bankiervereinigung
Im Nachgang zur grossen Finanzkrise von 2007 und 2008 haben die Gesetzgeber weltweit und in der Schweiz die regulatorischen Auflagen für Bank verschärft. Kleinere Banken gerieten ebenfalls ins Visier der grossen internationalen und nationalen Aufsichtsbehörden wie sogenannte systemrelevante Grossbanken. 
Um die Interessen der Kleinbanken beim Gesetzgeber und den Aufsichtsbehörden besser vertreten zu können, haben sich im Mai 2018 58 Institute zum Verband Schweizer Regionalbanken zusammengeschlossen. Marianne Wildi wurde dabei zur Vizepräsidentin gewählt.
Als Vorsitzende der Geschäftsleitung einer Regionalbank weiss sie aus der eigenen beruflichen Erfahrung, dass die Regulierung für Kleinbank proportional zu ihrer Grösse oft über das Ziel hinausschiesst. «Die Institute wurden lange nicht genügend differenziert behandelt und zu wenig nach Grösse und Risiko-Exponierung unterschieden», sagt Wildi.
Als Vertreterin der Regionalbanken wurde Wildi im September 2018 in den 20-köpfigen Verwaltungsrat der Schweizerischen Bankiervereinigung (SBVg) gewählt. Sie ist dort aktuell die einzige Frau.

### Weitere Engagements
Marianne Wildi spielt in ihrer Freizeit Musik. Sie verfügt über ein Blasmusik-Dirigenten-Diplom und hat eine methodisch-didaktische Ausbildung zur Blasmusiklehrerin gemacht. Sie spielt Posaune, Es-Horn und Euphonium und ist Mitglied bei der Musikgesellschaft Hunzenschwil-Schafisheim.
Als Chefin der Hypothekarbank Lenzburg war Wildi zudem – wie schon ihr Vorgänger – Stiftungsratsmitglied und Quästorin der Stiftung Schloss Lenzburg. Daneben ist Wildi auch im Vorstand des Trägervereins der Hammerschmiede Seengen und Verwaltungsratspräsidentin der Parkhaus Seetalplatz AG sowie Verwaltungsrätin bei der Rollstar AG, Egliswil, und der Schifffahrtsgesellschaft Hallwilersee.
Im Dezember 2023 wurde Wildi zudem in den Verwaltungsrat der Psychiatrische Dienste Aargau AG gewählt.
Seit November 2024 ist Wildi zudem im Verwaltungsrat der Frankfurter Bankgesellschaft (Schweiz) AG.